# Carmen Flores Sandoval
Carmen Flores Sandoval (Albacete, España, 12 de enero de 1972) es una actriz española, conocida por interpretar el papel de Simona Martínez en la telenovela La promesa.

## Trayectoria
Se licenció en Técnica Meisner, de la mano de Javier Galitó-Cava y Rachel Adler, y también obtuvo el diploma superior en solfeo, piano y canto coral en el conservatorio de Albacete. Siguió un curso de interpretación Suzuki y Miradores con clases impartidas por Gabriel Olivares y Diana Bernedo. Posteriormente se formó en el teatro Estudio de Madrid y siguió un curso de técnica vocal con Yolanda Ulloa.
Además de la interpretación también se dedica al teatro y además de español habla con fluidez catalán e inglés.
Durante su carrera ha actuado en diversos cortometrajes como en 1999 en El testaferro, en 2008 en Casual, en 2010 en Caos, en 2012 en Mi ojo derecho, en 2013 en Y otro año, perdices y en Dos más dos cinco, en 2015 en Norte y 2016 en Los pestiños de mamá.
También actuado en diversas películas como en 2009 en Estigmas, en 2013 en La Estrella y en Los inocentes, en 2014 en Tres días en Pedro Bernardo, en 2016 en El debut, en All I See Is You y en Salvación, en 2018 en Mi querida cofradía, en 2020 en Gin & IT: En Castellano, en 2021 en Madres paralelas y en 2023 en Los buenos modales.
En 2009 protagonizó la película para televisión Otras ciudades dirigida por Sílvia Quer. También ha actuado en diversas series como en 2009, 2010 y 2012 en La que se avecina, en 2010 en Rhesus, en 2014 en La caída de Apolo, en 2019 en La Reina del Sur, en 2020 en Por H o por B, en 2020 y 2021 en Señoras del (h)AMPA y desde 2023 en La promesa.

## Trabajos

### Cine
| Año  | Título                       | Personaje        | Director                                                   |
| ---- | ---------------------------- | ---------------- | ---------------------------------------------------------- |
| 2009 | Estigmas                     |                  | Adán Aliaga                                                |
| 2013 | La Estrella                  | Mari Carmen      | Alberto Aranda                                             |
| 2013 | Lunáticos                    |                  | Eduard Solá                                                |
| 2013 | Los inocentes                | Carmina          | Marta Díaz de Lope Díaz y Marc Pujolar                     |
| 2014 | Tres días en Pedro Bernardo  |                  | Daniel Andrés Sánchez                                      |
| 2016 | El debut                     | Cuadrilla        | Gabriel Olivares                                           |
| 2016 | All I See Is You             | Mrs. Ortega      | Marc Forster                                               |
| 2016 | Salvación                    | Enfermera Carmen | Denise Castro                                              |
| 2018 | Mi querida cofradía          | Juana            | Marta Díaz de Lope Díaz                                    |
| 2020 | Gin & IT: En Castellano      | Theresa          | Anna García Cuartero, Paul Romero Méndez y Elaine Sturgess |
| 2021 | Madres paralelas             | Dolores          | Pedro Almodóvar                                            |
| 2022 | Cabaret                      |                  | Chus Gutiérrez                                             |
| 2023 | Los buenos modales           | Milagros         | Marta Díaz de Lope Díaz                                    |
| 2025 | Pioneras: Solo querían jugar |                  | Marta Díaz de Lope Díaz                                    |

### Televisión
| Año             | Título              | Personaje       | Cadena     | Notas                                             |
| --------------- | ------------------- | --------------- | ---------- | ------------------------------------------------- |
|                 | El placer de viure  |                 | XTVL       |                                                   |
| 2009            | La otra ciudad      |                 | TVE        | Película para televisión dirigida por Sílvia Quer |
| 2009-2010, 2012 | La que se avecina   | Sor Elena       | Telecinco  | 3 episodios                                       |
| 2010            | Rhesus              | Pilar Requejo   | TV3        | 2 episodios                                       |
| 2014            | La caída de Apolo   | Madre Max       |            | 3 episodios                                       |
| 2017-2018       | La peluquería       |                 | La 1       |                                                   |
| 2019            | La Reina del Sur    | Charo           | Telemundo  | 34 episodios                                      |
| 2020            | Por H o por B       | Madre de Oli    | HBO España | 1 episodio                                        |
| 2020-2021       | Señoras del (h)AMPA | Matilde         | Cuatro     | 10 episodios                                      |
| 2023-presente   | La promesa          | Simona Martínez | La 1       | ¿? episodios                                      |

### Cortometrajes
| Año  | Título               | Personaje               | Director                          |
| ---- | -------------------- | ----------------------- | --------------------------------- |
| 1999 | El testaferro        | Prostituta              | Gabriel Olivares y Benjamín Zafra |
| 2008 | Casual               |                         | Aitor Echeverría                  |
| 2010 | Chaos                | Mujer 2                 | Miguel Monteagudo                 |
| 2012 | Mi ojo derecho       | Ani                     | Josecho de Linares                |
| 2013 | Y otro año, perdices | Reme                    | Marta Díaz de Lope Díaz           |
| 2013 | Dos más dos cinco    | Ana                     | Isabel Coll Barbuzano             |
| 2015 | Norte                |                         | Javier García Garrido             |
| 2016 | Los pestiños de mamá | Marta Díaz de Lope Díaz |                                   |

### Teatro
| Título                                          | Director            |
| ----------------------------------------------- | ------------------- |
| La familia Camino                               | César Camino        |
| Grave indecencia                                | Gabriel Olivares    |
| Tragedia española                               | Gabriel Olivares    |
| Cuatro corazones con freno y marcha atrás       | Gabriel Olivares    |
| Gross indecency, los tres juicios a Oscar Wilde | Gabriel Olivares    |
| Edipo Torero                                    | Gabriel Olivares    |
| Que vaya bonito                                 | Jorge Yamam Serrano |
| Menú del día                                    | Joan Negrié         |
| Atracar un banco con un bote de laca            | Quique Culebras     |
| Fando y Lis                                     | Quique Culebras     |
| A la mancha manchega                            | Gabriel Olivares    |
| El perro del hortelano                          | Albert Pueyo        |